# Bécassine (film)
Pour les articles homonymes, voir Bécassine.
Pour plus de détails, voir Fiche technique et Distribution.
Bécassine est un film français réalisé par Pierre Caron, sorti en 1940, adaptation des albums de bande dessinée de Joseph Pinchon.

## Synopsis
Bécassine, la cuisinière de la marquise de Grand-Air, est soupçonnée d'avoir volé des bijoux.

## Fiche technique
- Titre original : Bécassine
- Réalisation : Pierre Caron
- Scénario : Jean Nohain d'après Joseph Pinchon
- Adaptation et dialogues : René Pujol
- Photographie : Willy Faktorovitch
- Décors : Jean Douarinou
- Son : Robert Teisseire
- Musique : Raoul Moretti
- Montage : André Gug, Madeleine Cathelin
- Production : Pierre Caron
- Société de production : Pierre Caron Productions
- Pays :  France
- Format : Noir et blanc - 35 mm - 1,37:1
- Genre : Comédie
- Durée : 93 minutes
- Date de sortie : 
  - France, 3 septembre 1940
- Visa Registre public du CNC : n°239
- Affiche : Roger Cartier (France)

## Distribution
- Paulette Dubost : Annaïck Labornez dite « Bécassine »
- Alice Tissot : la marquise de Grand-Air
- Annie France : Annie de Grand-Air
- Max Dearly : Monsieur Proey-Minans
- Marguerite Deval : Madame Tampico
- Daniel Clérice : José Tampico
- José Sergy : Chancerelle
- Marcel Vallée : l'oncle
- Nita Raya : Arlette
- Roger Legris
- René Navarre
- Émile Ronet
- Maurice Salabert
- André Siméon

## Autour du film
- Le personnage de Bécassine, a été créé en 1905 par Joseph Pinchon et ses aventures publiées dans le magazine pour fillettes La Semaine de Suzette.
- Le film est sorti en septembre 1940 et fut l'objet d'une indignation générale des Bretons estimant que ce film « déshonore la Bretagne ». À la Chambre des députés, un député du département du Finistère s'indigna : « Ce sont les enfants de Bécassine qui se sont fait tuer en 14. Et certes ce n'était pas une Parisienne de vos salons, mes chers collègues, mais une paysanne. »
- Certaines scènes ont été tournées à Trégastel (île Renote), dans les Côtes-d'Armor.
- Le film a été restauré par les Archives françaises du film (Centre national de la cinématographie) et a fait l'objet d'une présentation au Palais de Tokyo en 1993 en présence de Paulette Dubost.